# Липнишка крепост
Липнишката крепост, наричана също Липнишко градище и Паница кале, е късноантично и средновековно военно-архитектурно съоръжение, разположено край село Липница, Ботевградска община, от което днес са останали само археологически руини.

## Местоположение
Според изследователите Е. Минчев и К. Василев крепостта Градище се намира на едноименното възвишение, на 1.7 km югозападно по права линия от центъра на село Липница и на 0.6 km западно от махала Преславица. Хълмът, на който е издигнато укреплението е самостоятелен, с много стръмни склонове от всички страни. Достъпът до него се осъществява от югозапад през тясна и стръмна седловина, която го свързва с останалата част от масива.

## Описание
Укреплението е издигнато на заравненото било на хълма. Има неправилна форма наподобяваща триъгълник, с остър ъгъл насочен на североизток. Общата площ е 9 дка и максимални размери 145х85 m. Крепостните стени се проследяват под насип, който е висок от 2 до 4 m. На северната стена има запазен участък с дължина 4 m и височина 3 m. Градена е от местен, ломен камък с обилна спойка от бял хоросан. На западната стена има останки от кула, като най-вероятно кулите са повече, но е трудно да се определи местоположението им без археологическо проучване. Входът на укреплението е от югоизток и все още добре се различава на терена. Към него води и стар път с каменна настилка, който е почти изцяло запазен. Пътят се изкачва от югозапад и преминава пред цялата дължина на югоизточната крепостна стена, преди да достигне входа. Вътрешността на твърдината е почти изцяло застроена от множество сгради, като теренът е силно променен от иманярски изкопи. Намират се и много фрагменти на битова и строителна керамика. На запад извън стената има сравнително равно място, където има останки от сгради, най-вероятно от неукрепено предградие.
Според други изследователи Паница кале е отделно, по-късно укрепление и се намира на по-ниска кота от Градището. Действително в югозападното подножие на обекта, в седловината са разкопани няколко стени. Според непотвърдена информация там е имало тракийска гробница или преградна стена, вероятно подсилена с кула, която контролира подстъпа към укреплението. Основанието за това твърдение е факта, че останките са почти идентични като градеж с тези от крепостта. Освен това градежът е позициониран там, където най-лесно би се контролирал достъпа до крепостта и откъдето преминава стария павиран път към нея. Местоположението на крепостта е на надморска височина от 712 m с GPS координати 43°00'57” С.Ш. и 23°44'38” И.Д., а на преградната стена – на надморска височина от 649 m с GPS координати 43°00'52” С.Ш. и 23°44'22” И.Д.

## Пещери
Недалеч от древните руини са двадесетте на брой Липнишки пещери, картографирани в края на ХХ век. Намерените в тях фосили на праисторически представители на флората и фауната са предадени в БАН за изследване и анализ. В най-дългата от тях – „Водната пещ“ има следи от живот на праисторическия човек, сред които е съхранен астрономически лунен календар.